# TV Leste
TV Leste é uma emissora de televisão brasileira sediada em Governador Valadares, cidade do estado de Minas Gerais. Opera no canal 3 (31 UHF digital) e é afiliada à Record. A emissora faz parte do Sistema Leste de Comunicação, mantendo sucursais em Ipatinga, Teófilo Otoni e Caratinga, e sua cobertura chega a 158 municípios do interior mineiro. Seus estúdios estão localizados no bairro Vila Rica, juntamente com as rádios Ibituruna e Imparsom FM, e seus transmissores estão no alto do Pico da Ibituruna, ao lado da Capela Nossa Senhora das Graças.

## História
A implantação da primeira emissora de televisão do leste de Minas se deu a partir de 5 de agosto de 1983, quando o governo federal outorgou o canal 3 VHF de Governador Valadares para a sociedade formada entre os empresários Edison Gualberto e Getúlio Miranda. Naquela época, o município era servido por retransmissoras de televisão que transmitiam os canais da capital, Belo Horizonte.
Em 1984, é alugado o 10.º andar do Edifício Rio Branco, no centro da cidade, onde foram instalados os primeiros estúdios e escritórios da emissora e também da futura rádio Imparsom FM. Após 2 anos de preparativos, a TV Leste é inaugurada em 1.º de agosto de 1985, retransmitindo a programação da Rede Manchete. Além de produções locais, também retransmitia via micro-ondas as duas edições do telejornal Minas em Manchete, geradas pela TV Manchete Belo Horizonte, ao meio-dia e às 18h30.
No entanto, a programação da Manchete não agradava a direção da TV Minas, pelo pouco espaço dado ao jornalismo local. Em razão disso, dois anos depois de sua inauguração, em 1.º de agosto de 1987, a emissora deixa a Rede Manchete e torna-se afiliada à Rede Globo. Até então, Governador Valadares recebia o sinal da rede através de uma retransmissora da TV Globo Minas instalada em 1979, pelo canal 11 VHF.
Com a troca de afiliação, é iniciada a expansão do seu sinal para outras localidades do leste mineiro, chegando a cobrir em meados de 1997, 70 municípios e aproximadamente 1,8 milhão de telespectadores. Em 2002, esse número chegava a 100 municípios e cerca de 2 milhões de telespectadores. No ano de 2007, a TV Leste substituiu o antigo modelo de retransmissão via micro-ondas e passou a transmitir via satélite.
Em 2008, como condição para renovar seu contrato de afiliação com a TV Leste, que expiraria em julho do mesmo ano, a Rede Globo propôs a emissora que 60% de sua ações fossem vendidas para a Rede InterTV, como parte de um processo de regionalização que já havia acontecido com as suas afiliadas no interior do Rio de Janeiro e havia se iniciado em Minas Gerais em 2003, quando foi adquirida a TV Grande Minas de Montes Claros. Porém, o diretor da emissora, Edison Gualberto, rejeitou a proposta. "A Globo nos apresentou a proposta mas ela não nos interessou, porque a TV Leste não está à venda ou aberta a outros sócios".
Em abril, a Rede InterTV consegue fechar sociedade com os proprietários da TV dos Vales de Coronel Fabriciano, que havia sido inaugurada há menos de um ano e tinha como afiliação a Rede Record, evidenciando que a Globo iria transferir a sua afiliação no leste mineiro para outra emissora. Em nota divulgada para a imprensa pouco antes da troca de afiliação ser concretizada, a Rede Globo informou que "busca ter alinhamento de políticas em diferentes áreas para homogeneizar a ação da rede. No caso da TV Leste, avaliamos que a gestão estava aquém de nossos padrões de qualidade e informamos que, por isso, o contrato não seria renovado quando expirasse seu prazo". Em 9 de abril, a direção da Record se reuniu pela primeira vez com os proprietários da TV Leste para acertar os detalhes de uma possível afiliação, que veio a se concretizar em 15 de julho, com a assinatura do contrato entre as partes. Da mesma forma, a TV dos Vales deixaria a Record e migraria para a Globo, tornando-se posteriormente InterTV dos Vales.
A TV Leste juntou-se a Rede Record a partir de 1.º de agosto, mesmo dia em que completava 23 anos de existência, e encerrava 21 anos de parceria com a Globo. A troca ocorreu à meia-noite, durante o Jornal da Globo, que exibia uma reportagem onde a NASA constatava a existência de água no planeta Marte, quando foi subitamente interrompido por um comunicado da emissora. Com cerca de 2 minutos de duração, o texto informava aos telespectadores os motivos pelos quais a TV Leste estava trocando de afiliação, reforçando pontos como a recusa da proposta de venda para a Rede InterTV, o apoio que a Record dava para uma programação que preservasse as suas características regionais, e também o fim de monopólios nas comunicações brasileiras, vendo na rede uma "alternativa para a democratização da TV no Brasil". Em seguida, foi colocado um slide com um cronômetro regressivo para às 6h45, quando teve início a programação matinal da nova rede.

## Sinal digital
| Canal virtual | Canal digital | Resolução de tela | Programação                                  |
| ------------- | ------------- | ----------------- | -------------------------------------------- |
| 3.1           | 31 UHF        | 1080i             | Programação principal da TV Leste / RecordTV |

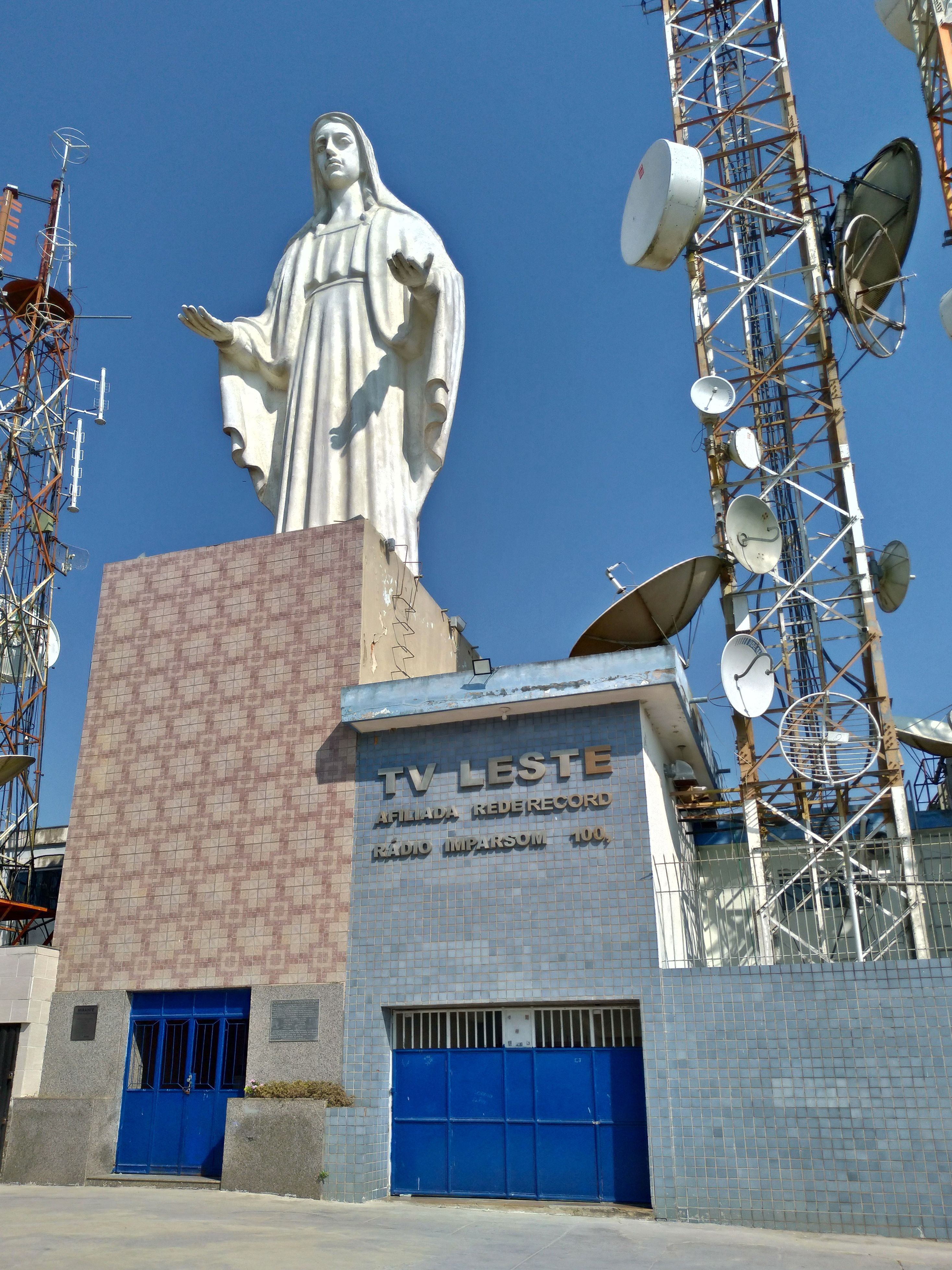
Torre da TV Leste no Pico da Ibituruna, 2020

A emissora lançou sinal digital em 25 de abril de 2014 para Governador Valadares no canal virtual 3.1, e em Teófilo Otoni no canal virtual 8.1, operando desde 1 de setembro de 2015.
Em 22 de fevereiro de 2021, em parceria com a Prefeitura Municipal de Governador Valadares, a TV Leste passou a transmitir a programação da TV Educação no subcanal 3.2, aos estudantes da rede municipal que tiveram as aulas suspensas em razão da Pandemia de COVID-19. A emissora passou a dividir os trabalhos com a TV Alterosa Leste, ficando encarregada de exibir as teleaulas para os alunos do 6.º ao 9.º ano e EJA. O sinal ficou no ar até o início de 2022.

### Transição para o sinal digital
Com base no decreto federal de transição das emissoras de TV brasileiras do sinal analógico para o digital, a TV Leste, bem como as outras emissoras de Governador Valadares, cessou suas transmissões pelo canal 3 VHF em 9 de janeiro de 2019, seguindo o cronograma oficial da ANATEL.

## Programação

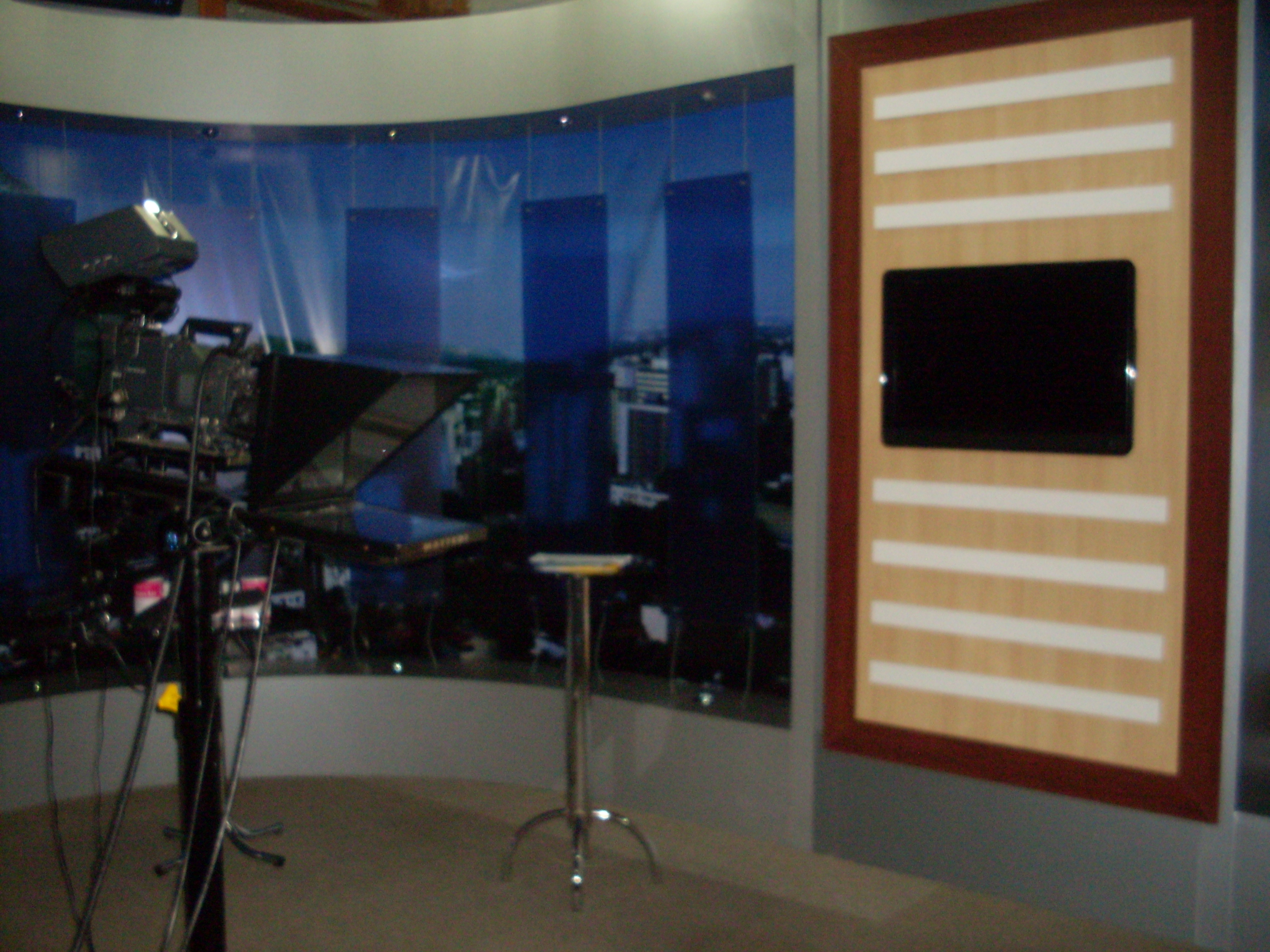
Estúdio da TV Leste em 2010, onde eram apresentadas as atrações jornalísticas da emissora

Além de retransmitir a programação nacional da Record, a TV Leste produz e exibe os seguintes programas:
- Balanço Geral MG: Jornalístico, com Nicomedes Felício;
- MG Record: Telejornal, com Saulo Bernardo;
- TV Car: Ofertas de automóveis, com Jhon Kennedy;
- Univale TV (Programa Educativo)
- Super Vale da Sorte: (Programa Independente)
- Programa Top TV: Programa de Entretenimento, com Rejes Salomão
- Pelos Vales de Minas
- IURD TV

Retransmitidos da Record Minas:
- MG no Ar: Telejornal, com Garcia Júnior
- Cidade Alerta Minas: Jornalístico policial, com Hélverte Moreira;
- Balanço Geral Edição de Sábado: Jornalístico, com Garcia Júnior

Diversos outros programas compuseram a grade da emissora e foram descontinuados:
- Balanço Geral Esporte
- Cidade Alerta
- Leste Notícia
- Leste Notícias
- MGTV
- Minas em Manchete
- Programa do Sapia
- Tileoni Show
- Divas e Eles
- Programa da Jacqueline Canguçu
- O Grande Dia
- Arte Opinião com Tessa Damasceno
- Gente Bonita Internacional

## Retransmissoras
- Araçuaí - 31 UHF
- Capelinha - 9 VHF / 31 UHF digital
- Caratinga - 12 VHF / 31 UHF digital
- Coronel Fabriciano - 31 UHF digital
- Guanhães - 11 VHF / 31 UHF digital
- Ipatinga - 12 VHF / 31 UHF digital
- Manhuaçu - 13 VHF
- Mantena - 18 UHF
- Medina - 13 VHF
- Pescador - 7 VHF
- Teófilo Otoni - 8 VHF / 31 UHF digital
- Timóteo - 13 VHF / 16 UHF digital

## Controvérsias
Em janeiro de 2013, a emissora foi condenada pelo Tribunal Regional do Trabalho da 3ª Região a pagar multa de 5 mil reais por cometer assédio moral a uma de suas funcionárias em 1996. Após uma jornalista pedir aumento de salário, a emissora divulgou circular sugerindo que os funcionários que não estivessem satisfeitos com as condições apresentadas deveriam pedir demissão. Por conta disso, a funcionária pediu demissão da emissora e entrou na justiça, conseguindo vitória depois de mais de 16 anos.